# Andrzej Krasiński
Andrzej Krasiński herbu Ślepowron (ur. ok. 1518, zm. 1588) – sędzia ziemski ciechanowski od 1567 roku, stolnik ciechanowski w 1565 roku, chorąży ciechanowski w 1562/1563 roku.

## Życiorys
Syn Jana Krasińskiego.
Poseł na sejm krakowski 1553 roku, sejm piotrkowski 1562/1563 roku, sejm piotrkowski 1565 roku z ziemi ciechanowskiej. Poseł na sejm warszawski 1563/1564 roku z ziemi ciechanowskiej. Poborca w ziemi ciechanowskiej w 1563/1564 roku. Poseł na sejm piotrkowski 1567 roku z ziemi ciechanowskiej. Poseł powiatu ciechanowskiego na sejm 1569 roku. Jako przedstawiciel Korony Królestwa Polskiego podpisał akt unii lubelskiej 1569 roku. Poseł na sejm 1570 roku z ziemi ciechanowskiej. Poseł na sejm 1572 roku, sejm konwokacyjny 1573 roku z województwa mazowieckiego. Podpisał konfederację warszawską 1573 roku. Poseł na sejm koronacyjny 1574 roku z powiatu ciechanowskiego. W 1575 roku podpisał elekcję Maksymiliana II Habsburga. Poseł na sejm 1578 roku, sejm 1582 roku z ziemi ciechanowskiej.
Ojciec Jana Andrzeja, kanonika gnieźnieńskiego i Stanisława Krasińskiego, wojewody płockiego. Brat biskupa krakowskiego Franciszka Krasińskiego.
Andrzej Krasiński jest 6x(pra)dziadkiem wybitnego poety i wieszcza narodowego Zygmunta Krasińskiego.
Pokrewieństwo po mieczu obrazuje poniższy schemat:
- Jan Krasiński, zm. 1546
  - Andrzej Krasiński, zm. 1588
    - Stanisław Krasiński, zm. 1617
      - Ludwik Krasiński, zm. po 1644
        - Felicjan Krasiński, zm. po 1713
          - Jan Józef Krasiński, zm. 1764
            - Michał Hieronim Krasiński, zm. 1784
              - Jan Aleksander Krasiński, zm. 1790
                - Wincenty Krasiński, zm. 1858
                  - Zygmunt Krasiński – zm. 1859